# Phalera ulmivora
Phalera ulmivora är en fjärilsart som beskrevs av Yang 1978. Phalera ulmivora ingår i släktet Phalera och familjen tandspinnare. Inga underarter finns listade i Catalogue of Life.